# Ottokar Nováček
Ottokar Eugen Nováček (13. května 1866 Fehertemplom, Uhersko – 3. února 1900 New York, USA) byl houslista, violista a skladatel českého původu.

## Život
Byl synem českého dirigenta a hudebního pedagoga Martina Josefa Nováčka. Studoval hudbu u svého otce a poté v letech 1880 až 1883 ve Vídni u Jakoba Donta a následně na konzervatoři v Lipsku. V roce 1885 zde získal Mendelssohnovu cenu. Hrál v lipském Gewandhausorchester, potom druhé housle a později violu v Brodsky Quartet. Později se přestěhoval do USA, kde se stal členem Bostonského symfonického orchestru (1891) a později vedoucím skupiny viol v Damrosch Orchestra v New Yorku (1892 až 1893).
V roce 1899 ukončil ze zdravotních důvodů aktivní hraní a soustředil se na komponování. Jeho patrně nejznámějším dílem je capriccio pro housle a klavír „Perpetuum mobile“ (Perpetual Motion) z cyklu 8 koncertních capriccií, opus 5. Jeho klavírní koncert při premiéře provedl Ferruccio Busoni).
Jeho tři bratři: Rudolf Nováček, Karl Nováček a Victor Nováček byli rovněž známými hudebníky.

## Dílo
- Osm koncertních capriccií pro housle a klavír
- Bulharské tance pro housle a klavír
- Suita F-dur pro housle a klavír
- Koncert pro klavír a orchestr op. 8
- 1. smyčcový kvartet e-moll
- 2. smyčcový kvartet Es-dur
- 3. smyčcový kvartet C-dur
- Šest písní na slova L. N. Tolstého